# یواس‌اس ال‌اس‌تی-۵۶۲
یواس‌اس ال‌اس‌تی-۵۶۲ (به انگلیسی: USS LST-562) یک کشتی بود که طول آن ۳۲۸ فوت (۱۰۰ متر) بود. این کشتی در سال ۱۹۴۴ ساخته شد.